# Xã Rock Creek, Quận Huntington, Indiana
Xã Rock Creek (tiếng Anh: Rock Creek Township) là một xã thuộc quận Huntington, tiểu bang Indiana, Hoa Kỳ. Năm 2010, dân số của xã này là 1.350 người.